# Juan José Brugera Clavero
Joan Josep Bruguera i Clavero, també anomenat Juan José Brugera Clavero segons altres fonts (Badajoz, Extremadura, 15 d'octubre de 1946) és un enginyer, professor, banquer i dirigent empresarial establert a Catalunya.
Va arribar a Barcelona des d'Extremadura seguint al seu pare, funcionari de Correus, i fill d'un destacat socialista represaliat. Es formà com a enginyer tècnic industrial, en la seva especialitat d'electrònica industrial a l'Escola Universitària d'Enginyers de Terrassa. Posteriorment cursà un màster en administració d'empreses per ESADE i es diplomà per l'IESE. Adjunt de la càtedra d'electrònica de l'Escola Industrial de Terrassa entre 1967 i 1968, posteriorment fou enginyer al Laboratori Industrial Inter-Grundig entre els anys 1968 i 1970, participant en el desenvolupament de la televisió en color. Entre 1971 i 1975 treballà als serveis centrals del Banc Atlàntic, d'on passà a exercir càrrecs de direcció al Banc Sabadell (1975-87). Entre 1987 i 1994 fou conseller delegat de Sindibank (Sindicat de Banquers de Barcelona), una petita entitat en la qual va contribuir a la sortida a Borsa.
El 1994 La Caixa li va proposar fer-se càrrec d'Inmobiliaria Colonial, per a modernitzar la companyia i treure-la a Borsa. Així ho va fer, i a partir de 1999 va centrar la companyia a comprar edificis d'oficines de "zones prime" de Barcelona i Madrid, i va començar el seu procés d'internacionalització, amb la compra de Société Foncière Lyonnaise. En 2006 quan la companyia va passar a les mans de GrupoInmocaral, Brugera va sortir d'ella. Després d'estar un any a Mútua Madrileña com a director general, al poc temps va tornar a la immobiliària, quan els bancs que havien finançat la venda a Inmocaral van prendre el control, davant la desastrosa situació de la companyia, i li van demanar tornar, per fer-se càrrec de la seva direcció a partir del 2008. El 2010 també fou nomenat president de Société Foncière Lyonnaise.
Ha exercit durant 15 anys com a professor d'Esade, i ha estat el president del seu patronat entre 1999 i 2006, i des de l'any 2016 presideix el barceloní Cercle d'Economia, succeint a Antón Costas, després que durant uns anys fos vocal a la seva junta directiva. El juliol del 2019 fou succeït per Xavier Faus Santasusana. S'oposà frontalment a l'independentisme català i la política del govern de la Generalitat de Catalunya.